# Michael Schrader
Michael Schrader (* 1. Juli 1987 in Duisburg) ist ein ehemaliger deutscher Leichtathlet, der sich auf den Zehnkampf spezialisiert hat.

## Berufsweg
Schrader hat Fachabitur, war Sportsoldat und gehörte der Sportfördergruppe der Bundeswehr an.

## Sportliche Karriere
2005 wurde Schrader Deutscher Jugendmeister und 2007 Deutscher Juniorenmeister im Zehnkampf. International belegte er im selben Jahr bei den U23-Europameisterschaften in Debrecen mit 7709 Punkten den 6. Platz.
Am 18. Mai 2008 übertraf Schrader erstmals beim 26. Jugend-Mehrkampf-Cup in Filderstadt mit 8194 Punkten die 8000-Punkte-Marke und erfüllte damit auch die Olympianorm. Eine weitere Steigerung erfolgte am 22. Juni in Ratingen, wo Schrader mit 8248 Punkten die Saisonleistung von Pascal Behrenbruch um sechs Punkte überbot und sich somit als dritter deutscher Zehnkämpfer für die Olympischen Spiele in Peking qualifizierte, wo er Zehnter wurde.
Sein bis dahin größter internationaler Erfolg gelang ihm am 30. und 31. Mai 2009 in Götzis, als er mit neuer persönlicher Bestleistung von 8522 Punkten das hochklassig besetzte Mehrkampf-Meeting gewann. Er platzierte sich damit auf Rang neun der ewigen Deutschen Bestenliste im Zehnkampf. Wegen eines Ermüdungsbruches musste Schrader auf die Teilnahme an den Weltmeisterschaften 2009 in Berlin verzichten. 2010 wurde er Deutscher Meister.
Von 2009 bis Anfang 2013 kämpfte er mit Verletzungsproblemen am rechten Fuß. Zweieinhalb Jahre konnte er keinen Zehnkampf mehr beenden.
Beim Mehrkampf-Meeting in Ulm erreichte er im Mai 2013 bei ungünstigen Witterungsbedingungen mit 8427 Punkten sein bis dahin zweitbestes Resultat. Er stellte dabei zudem drei persönliche Einzelbestleistungen auf und qualifizierte sich für die Weltmeisterschaften in Moskau. Bei den Weltmeisterschaften errang Schrader mit einer neuen eigenen Bestleistung von 8670 Punkten und drei persönlichen Bestwerten in den Einzeldisziplinen die Silbermedaille.
Aufgrund von Problemen mit der Patellasehne im Knie bestritt er 2014 keinen Wettkampf.
2015 belegte Schrader beim Mehrkampf-Meeting in Götzis den 2. Platz, siegte beim Mehrkampf-Meeting in Ratingen und kam bei den Weltmeisterschaften in Peking auf den 7. Platz. Am Jahresende war Schrader 3. der DLV-Jahresbestenliste, 5. der Europäischen und 9. der Welt-Jahresbestenliste.
Im Januar 2016 wurde sein Comeback durch einen sehr schweren Trainingsunfall für mehr als ein Jahr jäh gebremst.
Ab 1. Januar 2017 startete Schrader für den SV Halle. Seit Ende 2012 lebte er zeitweise in einer Zehnkampf-WG in Halle, wo er mit Rico Freimuth und Norman Müller bei Wolfgang Kühne trainierte. Im November 2013 war er zum neu gegründeten SC Hessen Dreieich gewechselt. Seine Vereine zuvor waren bis 1999 der Homberger TV, ab 2000 der SC Bayer 05 Uerdingen und ab 2010 der TSV Bayer 04 Leverkusen. 
Am 1. Oktober 2020 gab Michael Schrader seinen Rücktritt vom Leistungssport bekannt.
Bei einer Größe von 1,83 m hatte er ein Wettkampfgewicht von 80 kg.

## Auszeichnungen
Seine Geburtsstadt Duisburg ehrte ihn im November 2015 als „Sportler des Jahres“.

## Erfolge
national
- 2005: Deutscher Jugendmeister (Zehnkampf)
- 2007: Deutscher Juniorenmeister (Zehnkampf)
- 2010: Deutscher Meister (Zehnkampf)

international
- 2007: 6. Platz U23-Europameisterschaften (Zehnkampf)
- 2008: 10. Platz Olympische Spiele (Zehnkampf)
- 2013: Vizeweltmeister (Zehnkampf)
- 2015: 7. Platz Weltmeisterschaften (Zehnkampf)